# Neacomys musseri
Neacomys musseri — вид мишоподібних гризунів родини Хом'якові (Cricetidae). 

## Поширення
Поки відомий з верхів'їв Rio Juruá, Juruá, південно-східного Перу та крайньому заході Бразилії. Навколишнє середовище виду — верхній тропічний ліс.

## Екологія
Зразки, зібрані з південно-східного Перу в липні під час сухого сезону були всі дорослі, але жоден не був у репродуктивному стані, зразок з Бразилії, зібраний під час сезону дощів була вагітна з двома ембріонами.

## Загрози та охорона
Немає великих загроз у цей час. Цей гризун відомий з Біосферного заповідника Ману, Перу.